# Gens Canidia
La gens Canidia era una familia romana de la República tardía.  Es bien conocida por un solo individuo, Publio Canidio Craso, cónsul suffectus en 40 , y general en jefe de Marco Antonio- Canidia era también un sobrenombre concedido a Gratidia, una hetaira napolitana (según Pomponio Porfirión) que había abandonado al poeta Horacio. Éste la describe en su quinto y decimoséptimo épodos, y en la octava sátira de su primer libro de Sátiras;  es también mencionada de paso en Épodo 5, Sátira 2.1 y Sátira 2.8. La Palinodia en la decimosexta oda del primer libro potencialmente puede referirse a Canidia, aunque no está específicamente nombrada.

## Origen del gens
El nomen Canidius puede derivar del adjetivo latino canus o kanus, significando "blanco" o "gris", el cual podría referirse al color del cabello de una persona. Esto era ciertamente la asociación que Horacio pretendió; Gratidia transmitió la idea de complaciente y agradable, mientras Canidia estuvo asociado con vejez y cabellos grises.